# Leonid Drobiazko
Leonid Nikołajewicz Drobiazko, ros. Леонид Николаевич Дробязко (ur. 2 grudnia 1936) – radziecki żużlowiec.
Trzykrotny brązowy medalista indywidualnych mistrzostw Związku Radzieckiego (1959, 1962, 1963). Trzykrotny medalista drużynowych mistrzostw Związku Radzieckiego: złoty (1962), srebrny (1963) oraz brązowy (1966). Dwukrotny srebrny medalista indywidualnych mistrzostw Rosji (1962, 1963). Czterokrotny medalista indywidualnych mistrzostw Ukrainy: trzykrotnie srebrny (1965, 1966, 1969) oraz brązowy (1967).
Reprezentant Związku Radzieckiego w eliminacjach drużynowych mistrzostw świata (Rzeszów 1962, Ufa 1963) oraz w eliminacjach indywidualnych mistrzostw świata (Lwów 1962 – XV miejsce w półfinale kontynentalnym).